# Districtul Považská Bystrica

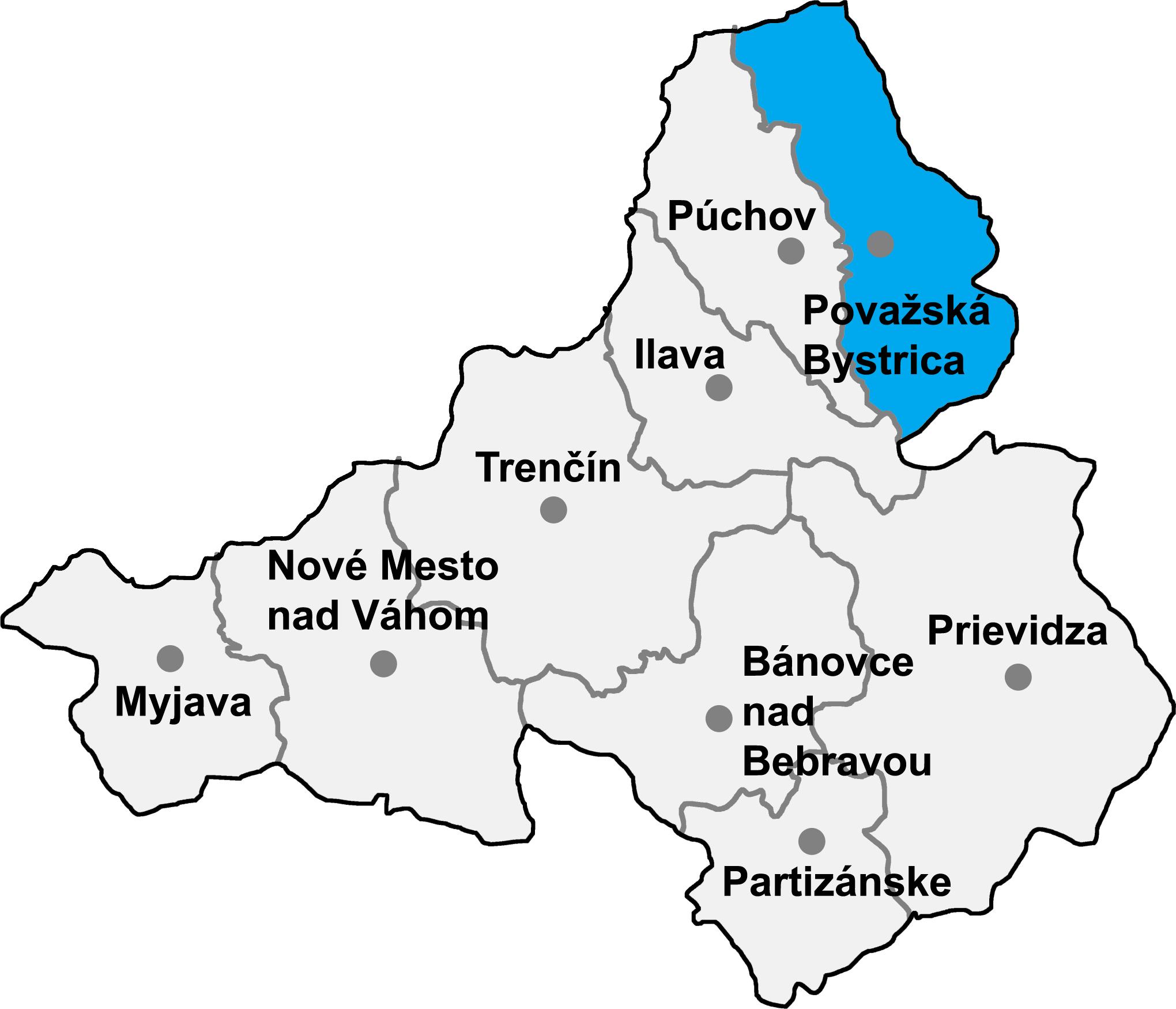
Districtul Považská Bystrica

Districtul Považská Bystrica (okres Považská Bystrica) este un district în Slovacia vestică, în Regiunea Trenčín. 

## Demografie
| An:                | 1994   | 2004   | 2014   | 2024   |
| ------------------ | ------ | ------ | ------ | ------ |
| Număr de persoane: | 65.381 | 64.708 | 63.176 | 60.361 |
| Diferență:         |        | −1,02% | −2,36% | −4,45% |

| An:                | 2023   | 2024   |
| ------------------ | ------ | ------ |
| Număr de persoane: | 60.577 | 60.361 |
| Diferență:         |        | −0,35% |

## Comune
- Bodiná
- Brvnište
- Čelkova Lehota
- Dolná Mariková
- Dolný Lieskov
- Domaniža
- Ďurďové
- Hatné
- Horná Mariková
- Horný Lieskov
- Jasenica
- Klieština
- Kostolec
- Malé Lednice
- Papradno
- Plevník-Drienové
- Počarová
- Podskalie
- Považská Bystrica
- Prečín
- Pružina
- Sádočné
- Slopná
- Stupné
- Sverepec
- Udiča
- Vrchteplá
- Záskalie